# Auto Plus
 (mai 2009).
Si vous disposez d'ouvrages ou d'articles de référence ou si vous connaissez des sites web de qualité traitant du thème abordé ici, merci de compléter l'article en donnant les références utiles à sa vérifiabilité et en les liant à la section « Notes et références ».
Auto Plus est un magazine franco-allemand consacré à l'automobile détenu par le groupe Reworld Media. Il fait partie des 33 éditions internationales dérivées de l'hebdomadaire allemand Auto Bild. Publié chaque vendredi, il est vendu en kiosque à prix compétitif. Selon l'ACPM, sa diffusion payée est d'environ 180 000 exemplaires en moyenne en 2024. Lancé le 14 septembre 1988, il est devenu le magazine automobile le plus vendu en France.

## Historique
Fondé le 14 septembre 1988 par Éric Bhat avec les groupes Axel Springer et Les Éditions Mondiales sous le nom de France Auto édité par EMAS, sur le modèle du magazine allemand Auto Bild (groupe Axel Springer) Le magazine est lancé sur un marché français de la presse auto considéré alors comme saturé, Auto Plus ne part pas gagnant. Certains professionnels du secteur raillent son style populaire grand public, et son papier journal de mauvaise qualité laisse perplexe. Peu prédisent un avenir doré. Et pourtant le succès est immédiat. En un an, Auto Plus s'arroge 75 % de part de marché de la presse automobile, avec plus de 14 millions d'exemplaires vendus en kiosque dans l'année 1989. 
36 ans plus tard, ses trois dirigeants successifs - Éric Bhat, puis Thierry Soave et enfin Laurent Chiapello -  font en sorte qu'Auto Plus conserve et même affirme sa place de leader, avec une diffusion en France payée de 180 000 exemplaires par semaine en moyenne, et plus de 1,5 million de lecteurs par semaine, soit l'hebdomadaire destiné aux hommes le plus diffusé et le plus lu[réf. nécessaire].
Auto Plus possède également un site web depuis juillet 1999, autoplus.fr.
À l'été 2019, 50% d'EMAS éditeur d'Auto Plus est racheté par Reworld Media qui fait l'acquisition de l'ensemble des titres de Mondadori France. Axel Springer reste copropriétaire de la moitié d'EMAS.
2021 marque le lancement de la nouvelle formule d'Auto Plus, avec une augmentation de 10 centimes par numéro. 

## Contenu
Avec une pagination oscillant entre 60 et 110 pages, Auto Plus se découpe en trois grandes séquences, toutes dédiées à l'automobile : actualité, essais et magazine (enquête, aspects pratiques et récréatifs). Le journal comprend aussi, chaque semaine, les tarifs de véhicules neufs vendus en France. La cotation des véhicules d'occasion est abandonnée en 2016 , au profit d'un hors-série annuel.
La partie « essais » constitue l'épine dorsale du magazine, avec la présentation des tests de véhicules sur le point d'être commercialisés. Ces tests sont réalisés par les « journalistes-essayeurs » de la rédaction. Ils reposent notamment sur un compte rendu chiffré des principales données techniques de chaque véhicule (consommation, volume de coffre, etc.), mesurées avec précision sur circuit. 
Les parties actualité et enquête sont les deux autres composantes essentielles d'Auto Plus, avec notamment des informations en avant-première, que ce soit une voiture dévoilée plusieurs années avant son lancement, ou le fait que certains ministres roulent en excès de vitesse par exemple.

## Auto Plus Classiques
Il existe une déclinaison spécialisée dans les voitures anciennes, le magazine bimensuel Auto Plus Classiques.